# Coussapoa cinnamomea
Coussapoa cinnamomea là loài thực vật có hoa trong họ Tầm ma. Loài này được Cuatrec. mô tả khoa học đầu tiên năm 1956.